# Olivier Schrauwen
Olivier Schrauwen (Brujas, 1977) es un dibujante de cómics y músico belga. Actualmente reside en Berlín.
Sus obras han sido publicadas por L'Association (en francés), Fantagraphics (en inglés) y por Fulgencio Pimentel (en castellano).

## Biografía
Olivier Schrauwen estudió animación en la Real Academia de Bellas Artes de Gante y cursó un máster en cómic en la École Supérieure des Arts Saint-Luc de Bruselas, que le llevó a colaborar en varias revistas hasta su incorporación a Spirou en 2001. 
En 2006 publica su primer libro, Mi pequeño (Mon Fiston), un relato tragicómico sobre un padre viudo y su hijo, que no ha crecido desde su catastrófico nacimiento, en el que su madre perdió la vida. Fue candidato a los premios del Festival Internacional del Cómic de Angulema en 2007. Ya en esta obra se puede encontrar su estilo singular, muy dotado para la emulación y el pastiche, cualidades que utiliza para profundizar como pocos en la psique y en las relaciones humanas. Un estilo que recupera la estética de las viejas páginas dominicales de prensa y recuerda al inaugural modernismo de Winsor McCay y otros autores de cómic de principio del siglo XX. En 2009 fue uno de los autores representantes del nuevo cómic flamenco, invitado de honor del Festival Internacional del Cómic de Angulema.
Su segunda obra, El hombre que se dejó crecer la barba (L'Homme qui se laissait pousser la barbe, 2010), es una colección de relatos protagonizados por hombres barbudos, con temas, técnicas y estilos gráficos tan diferentes que parecen haber sido escritos por varios autores, que le valió los elogios de Art Spiegelman: «Olivier Schrauwen es extraordinario. Voy por la mitad de su libro, avanzo por sus páginas lentamente, saboreando sus misterios, y no deja nunca de inspirarme. Schrauwen es el autor más original que me encuentro desde Chris Ware o Ben Katchor».
Su siguiente obra es un pequeño cómic sin palabras, Mowgli en el espejo (Le Miroir de Mowgli, 2011), editado originalmente por la pequeña editorial francesa de serigrafía Ouvroir Humoir. En esta historia, Mowgli, el personaje del Libro de la Selva de Kipling, sigue viviendo en la jungla de adulto solo y desesperado por encontrar un compañero.
Schrauwen también imprime y distribuye él mismo sus propios proyectos antes de presentarlos a posibles editores, buscando una mayor libertad creativa. Grises (Greys, 2011) es el primero de estos proyectos, un fanzine de sesenta páginas donde Schrauwen se retrata a sí mismo como personaje y narra su experiencia en una abducción alienígena. A diferencia de sus libros anteriores prescinde del color y se limita a una línea negra y un sombreado gris sobre papel gris. En España lo publica Fulgencio Pimentel en 2014 dentro de la antología Terry.
En 2014 publica Arsène Schrauwen, su obra más ambiciosa hasta ese momento, en la que explora imaginariamente el viaje de su abuelo al Congo, «una narración irónicamente extraña, a veces incluso absurda y juguetonamente autorreflexiva. Más allá de esta aparente rareza, Arsène Schrauwen es una aventura exótica que recurre al imaginario colonial belga para reflexionar sobre las diferencias culturales, la alteridad en general y el propio medio del cómic». Formó parte de la selección oficial del 43.º Festival Internacional del Cómic de Angulema.
Otras obras posteriores son Vidas paralelas (Vies parallèles, 2018), una colección de relatos de ciencia ficción cargados de humor cítrico y absurdo, y Guy, retrato de un bebedor (Portrait d'un buveur, 2019), con Ruppert y Mulot como guionistas, un pirata «cobarde, traicionero, vago, maltratador, un antihéroe amoral que roba, mendiga, no cesa de meterse en líos y que no duda en matar, torturar o dejar morir si eso le beneficia. Y, sobre todo, es un borracho empedernido».
Su último trabajo es Domingo flamenco (Sunday, 2024), un tebeo de 462 páginas donde Olivier narra un día típico en la vida de su primo Thibault: un domingo de principios del otoño de 2017, donde se despierta, vaga por la casa, se emborracha, pospone cualquier trabajo, no consigue leer ni una sola frase del libro que está leyendo, se droga y no se relaciona con absolutamente nadie. Una narración que entreteje, hilo tras hilo, no solo la vida de su protagonista, sino la corriente de su conciencia, y que acaba abarcando la vida de toda una ciudad durante un día tan épico como poco memorable. 
En palabras de la escritora y periodista Laura Fernández, «Olivier Schrauwen es, con permiso de Chris Ware, el dibujante que más lejos ha llevado la historieta contemporánea, hasta el punto de que cada cosa que toca es casi una pieza de arte de vanguardia».
En la actualidad vive en Berlín, donde divide su actividad entre la animación, la ilustración, la música y los tebeos, y sigue publicando en diversas revistas, antologías alternativas —Canicola, Mome, Mon Lapin—, fanzines y microediciones en Colorama y Stripburger.

## Obras
- Mi pequeño (Mon Fiston). Fulgencio Pimentel, 2018. Traducción de César Sánchez.
- El hombre que se dejó crecer la barba (L'Homme qui se laissait pousser la barbe). Fulgencio Pimentel, 2012. Traducción de César Sánchez.
- Mowgli en el espejo (Le Miroir de Mowgli). Fulgencio Pimentel, 2014. Traducción de César Sánchez.
- Grises (Greys). Incluido en la antología Terry. Fulgencio Pimentel, 2014. Traducción de Alberto García Marcos y César Sánchez.
- Arsène Schrauwen. Fulgencio Pimentel, 2014-2017. Traducción de Alberto García Marcos, César Sánchez y Joana Carro.
- Vidas paralelas (Vies parallèles). Fulgencio Pimentel, 2019. Traducción de Alberto García Marcos y César Sánchez.
- Guy, retrato de un bebedor (Portrait d'un buveur), con guion de Ruppert y Mulot. Fulgencio Pimentel, 2019. Traducción de Regina López Muñoz.
- Domingo flamenco (Sunday). Fulgencio Pimentel, 2024. Traducción de  Joana Carro y César Sánchez.